# Spannungsüberhöhung

Serienschwingkreis

Von Spannungsüberhöhung wird gesprochen, wenn die Spannung über einer Spule bzw. einem Kondensator einen höheren Wert als die Gesamtspannung erreicht.
Dieser Effekt tritt in einem Reihenschwingkreis auf. Dort fließt in Spule und Kondensator aufgrund der Reihenschaltung der gleiche Strom, die sinusförmigen Spannungen weisen in Radiant jedoch eine Phasenverschiebung von insgesamt π auf. Diese setzt sich aus der Phasenverschiebung der Spule von {\displaystyle +{\tfrac {\pi }{2}}} minus der Phasenverschiebung am Kondensator von {\displaystyle -{\tfrac {\pi }{2}}} zusammen.
Dieser Effekt lässt sich nutzen, indem man die Gesamtspannung vorgibt, und die Spannung über einem der beiden Energiespeicher abgreift. Zur Berechnung der Spannung kann man die Schaltung als komplexen Spannungsteiler betrachten (siehe Resonanztransformator).
Die Spannungsüberhöhung ist bei Resonanz am größten und in diesem Fall proportional zum Gütefaktor {\displaystyle Q}, das heißt, mit einem Schwingkreis der Güte 100 erzielt man bei Resonanz und einer Eingangsspannung von einem Volt Blindspannungen von 100 V am Kondensator und an der Spule. Dieser Effekt wird in Laptops ausgenutzt, um mit einem Resonanzwandler aus einer geringen Gleichspannung von 12 V etwa 700 V Wechselspannung zum Betrieb der Leuchtröhre zu erzeugen.
{\displaystyle Q={\frac {U_{C}}{U}}\qquad {\text{mit}}\qquad U=U_{R}\qquad {\text{und}}\qquad U_{C}=U_{L}}

Zeigerdiagramm eines Serienschwingkreises unterhalb der Resonanzfrequenz
Zeigerdiagramm eines Serienschwingkreises bei Resonanz
Zeigerdiagramm eines Serienschwingkreises oberhalb der Resonanzfrequenz

## Verwandte Themen
Das Gegenstück beim Parallelschwingkreis ist die Stromüberhöhung.